# Saint-André (Tarn)
Saint-André (okzitanisch Sent Andriu) ist eine französische Gemeinde mit 102 Einwohnern (Stand: 1. Januar 2022) im Département Tarn in der Region Okzitanien. Die Gemeinde gehört zum Arrondissement Albi und zum Kanton Le Haut Dadou.

## Lage
Saint-André liegt etwa 25 Kilometer östlich von Albi. Die Gemeinde wird im Norden durch den Tarn begrenzt. Umgeben wird Saint-André von den Nachbargemeinden Cadix im Norden und Nordosten, Curvalle im Osten und Südosten, Alban im Süden, Le Fraysse im Südwesten, Ambialet im Westen sowie Assac im Nordwesten.

## Bevölkerungsentwicklung
| Jahr                       | 1962 | 1968 | 1975 | 1982 | 1990 | 1999 | 2006 | 2018 |
| Einwohner                  | 189  | 179  | 135  | 107  | 102  | 106  | 102  | 102  |
| Quellen: Cassini und INSEE |      |      |      |      |      |      |      |      |

## Sehenswürdigkeiten

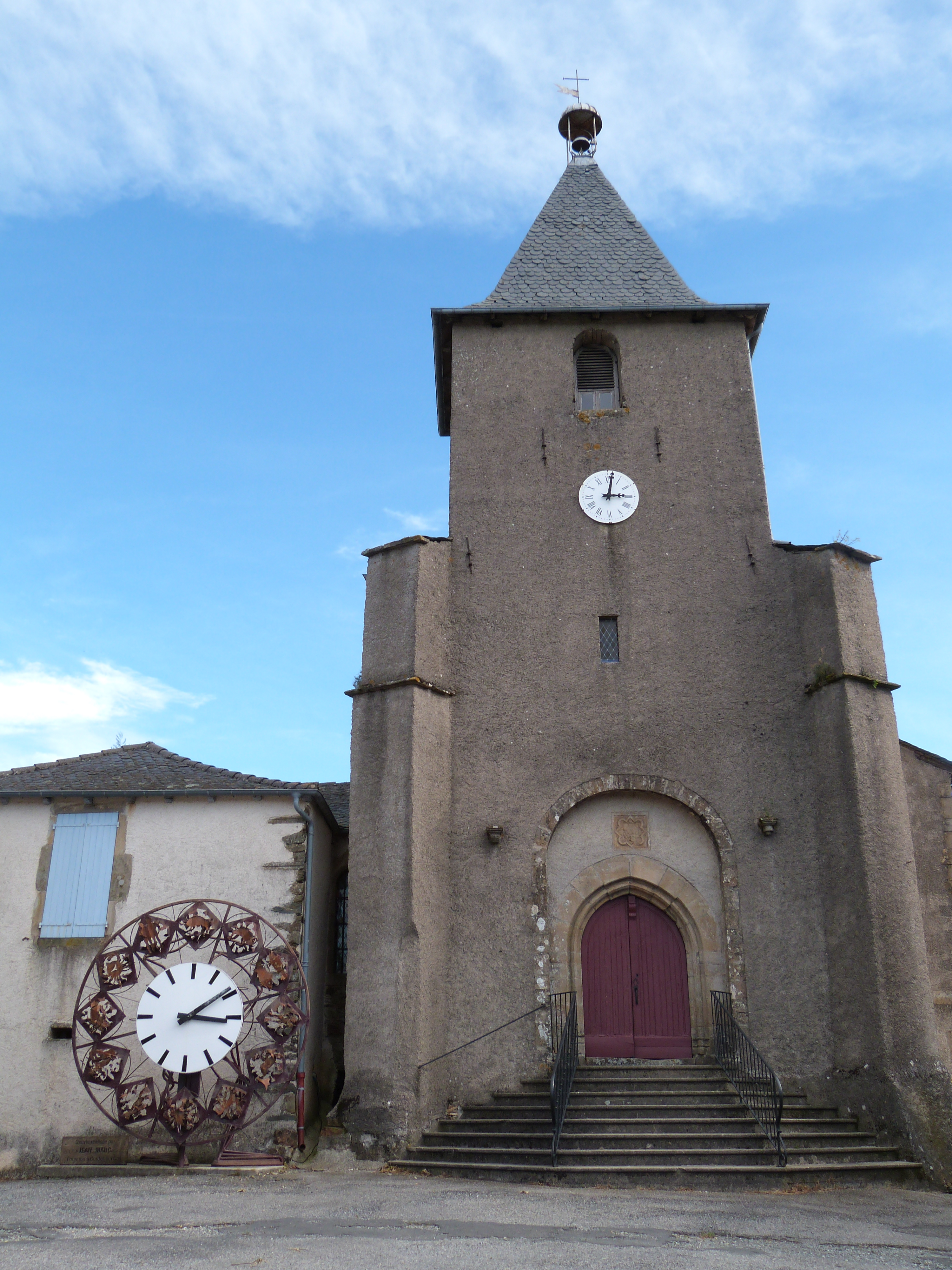
Kirche Saint-André

- Kirche Saint-André
- Schloss Montus